# Heterobranchus bidorsalis
Heterobranchus bidorsalis es una especie de pez de la familia Clariidae en el orden de los Siluriformes.

## Morfología
• Los machos pueden llegar alcanzar los 150 cm de longitud total y los 30 kg de peso.

## Distribución geográfica
Se encuentran en África: ríos  Nilo y  Gambia, y también en Burkina Faso, Guinea, Níger y Senegal.